# Cultura del Reino Unido

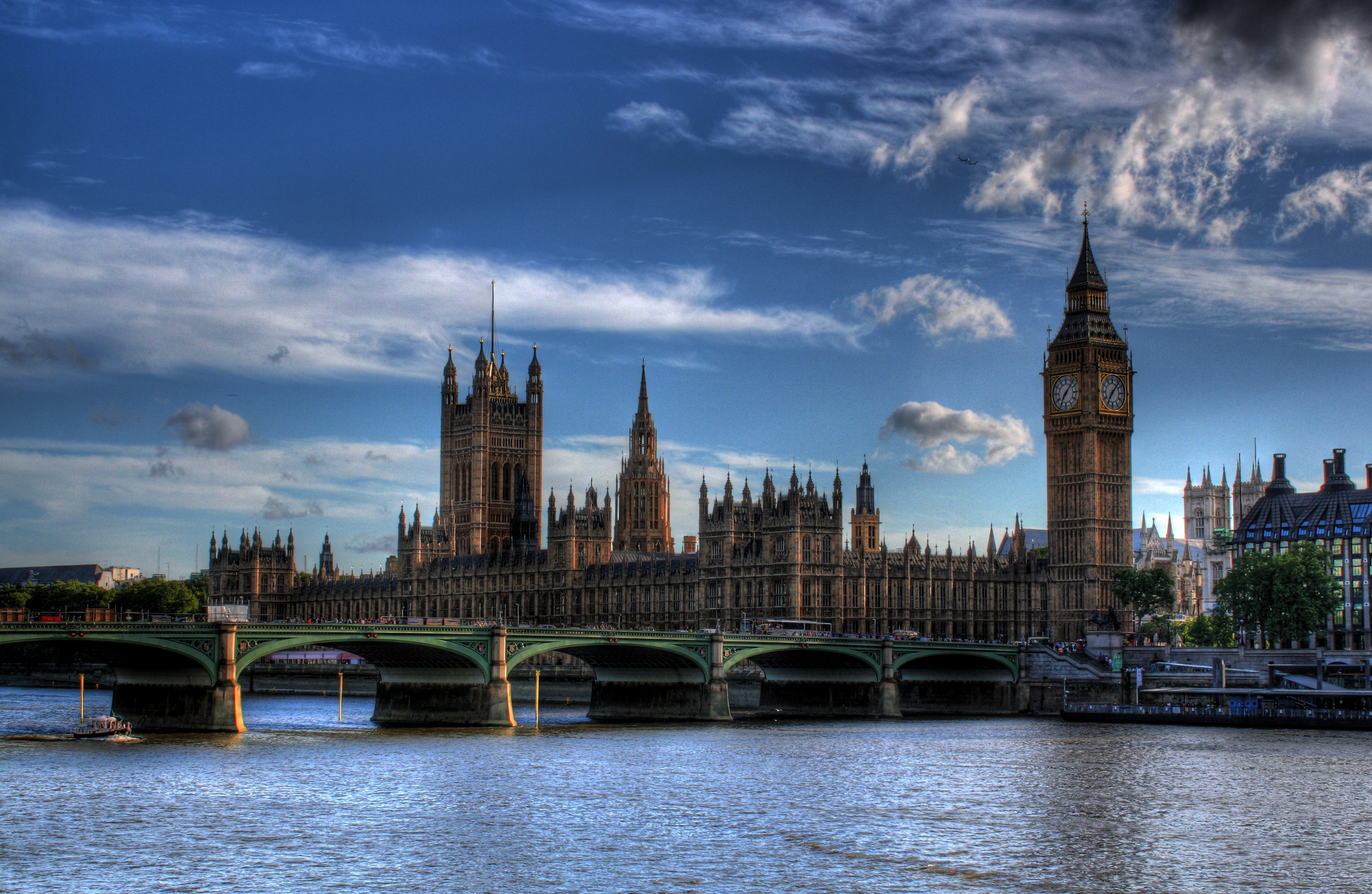
Londres, capital británica.

La cultura del Reino Unido es la cultura creada a partir de costumbres, prácticas, códigos, normas, formas de vida y tradiciones existentes en la sociedad británica

## Historia

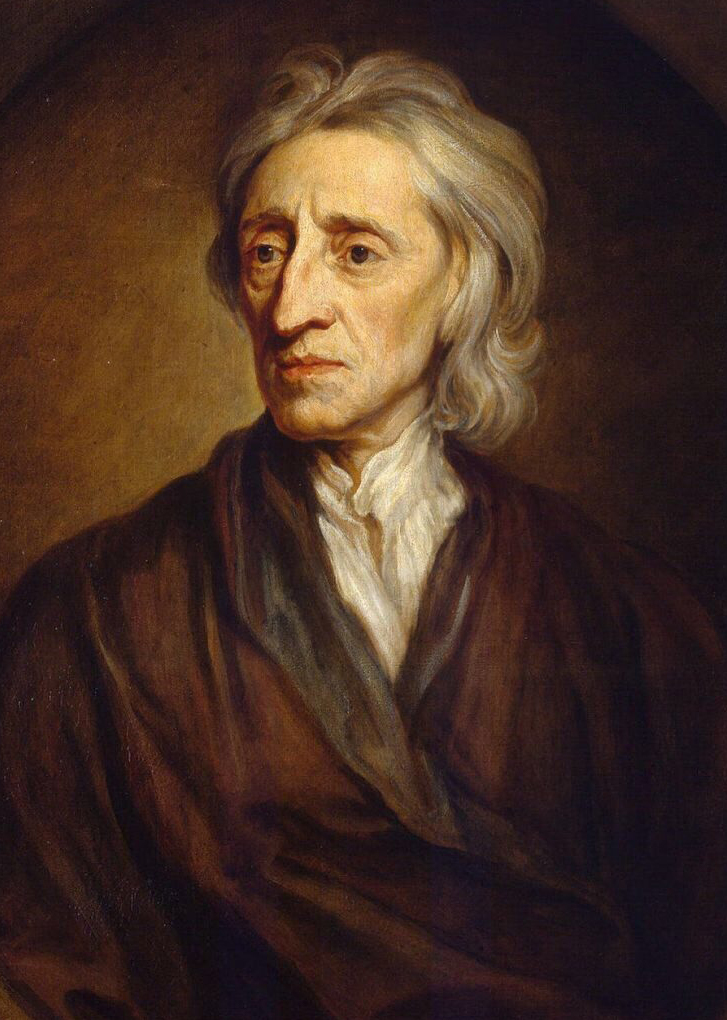
John Locke, pensador inglés considerado como el padre del empirismo y del liberalismo.

Escocia e Inglaterra han existido como entidades separadas unificadas desde el siglo X. Gales, bajo control inglés desde el Estatuto de Rhuddlan en 1284, se hizo parte del Reino de Inglaterra por el Acta de Unión de 1536. Con el Acta de Unión de 1707, los reinos separados de Inglaterra y Escocia, habiendo compartido el mismo monarca desde 1603, acordaron una unión permanente como el Reino de Gran Bretaña. Esto ocurrió en un tiempo cuando Escocia estaba en la ruina económica y era poco popular entre la amplia población escocesa.
El Act of Union (Acta de Unión nombre original en inglés) de 1800 unió el reino de Gran Bretaña con el reino de Irlanda, que había caído gradualmente bajo control británico entre 1169 y 1691, para formar el Reino Unido de Gran Bretaña e Irlanda. Esta también fue una decisión impopular, llevándose a cabo justo después de la infructuosa Rebelión de los Irlandeses Unidos en el año 1798 (véase también Sociedad de los Irlandeses Unidos). La ocasión elegida para esta unión, cuando se temió una intervención o invasión napoleónica, fue debida predominantemente a problemas de seguridad.